# Martin Eimer (Neuropsychologe)
Martin Eimer (geb. 5. August 1959 in Kamen) ist ein deutsch-britischer Neuropsychologe und Hochschullehrer.

## Leben
Martin Eimer stammt aus Kamen und legte 1978 in Bergkamen das Abitur ab. Er studierte Biologie an der Westfälischen Wilhelms-Universität und Psychologie an der Universität Bielefeld. Mit der Dissertation Informationsverarbeitung und mentale Repräsentation. Die Analyse menschlicher kognitiver Fähigkeiten am Beispiel der visuellen Wahrnehmung wurde er 1989 an der Universität Bielefeld promoviert.
Von 1990 bis 1997 war Eimer als Wissenschaftlicher Assistent an der Ludwig-Maximilians-Universität München tätig, wo er sich habilitierte. Von 1997 bis 2000 lehrte er an der University of Cambridge. Seit 2000 ist er Professor für Psychologie am Department of Psychological Sciences des Birkbeck Colleges.
Sein Forschungsgebiet ist die Hirnforschung, hier unter anderem Visuelle Aufmerksamkeit und Gesichtswahrnehmung.
Eimer ist mit einer Britin verheiratet und hat die britische Staatsbürgerschaft.

## Auszeichnungen
2005 wurde sein Team mit dem Preis Queen’s Anniversary Prize for Higher and Further Education ausgezeichnet. 2012 wurde er zum Mitglied der Leopoldina gewählt, 2016 zum Mitglied der British Academy.

## Schriften (Auswahl)
- Konzepte von Kausalität. Verursachungszusammenhänge und psychologische Begriffsbildung. Huber, Bern 1987, ISBN 3-456-81563-8
- Informationsverarbeitung und mentale Repräsentation. Die Analyse menschlicher kognitiver Fähigkeiten am Beispiel der visuellen Wahrnehmung. Springer, Berlin 1990, ISBN 3-540-52449-5 (Dissertation)
- Patrick Haggard und Martin Eimer: On the Relation between Brain Potentials and the Awareness of Voluntary Movements. Experimental Brain Research 126:128–133, 1999.
- S. Doallo, J. Raymond, K. Shapiro, Monika Kiss, Martin Eimer, A. C. Nobre: Response inhibition results in the emotional devaluation of faces: neural correlates as revealed by fMRI. Social Cognitive and Affective Neuroscience 7 (6), 2012, S. 649-659. ISSN 1749-5016.
- M. Eimer: The neural basis of attentional control in visual search. Trends Cogn Sci. 2014 Oct;18(10):526-35. doi:10.1016/j.tics.2014.05.005.
- M. Eimer: Why the item will remain the unit of attentional selection in visual search. Behav Brain Sci. 2017 Jan;40:e137. doi:10.1017/S0140525X16000078.
- A. Zivony, M. Eimer: The temporal dynamics of selective attention are reflected by distractor intrusions. Sci Rep 13, 408 (2023). https://doi.org/10.1038/s41598-022-26902-8.